# Кім Віссаріон Володимирович
Кім Віссаріон Володимирович (нар. 1956) — екс-виконувач обов'язків президента ДП НАЕК «Енергоатом».

## Біографія
Народився 23 червня 1956 року в м. Ташкенті, Узбекистан.
У 1979 році закінчив Московський енергетичний інститут за фахом «Атомні електричні станції та установки».

### Діяльність
- травень 1979 — березень 1984 — інженер реакторного цеху, інженер-механік реакторного цеху, старший інженер управління реактором реакторного цеху ВП «Південно-Українська АЕС» ДП НАЕК «Енергоатом».
- березень 1984 — липень 1990 — заступник начальника реакторного цеху з експлуатації реакторного цеху, начальник зміни станції, начальник реакторного цеху ВП «Південно-Українська АЕС» ДП НАЕК «Енергоатом».
- липень 1990 — червень 1994 — заступник головного інженера з експлуатації ВП «Південно-Українська АЕС» ДП НАЕК «Енергоатом».
- червень 1994 — березень 1997 — начальник управління з експлуатації АЕС, начальник головного управління з експлуатації АЕС та безпеки АЕС, начальник управління безпеки АЕС Державного комітету України з використання ядерної енергії.
- березень 1997 — вересень 1997 — виконавчий директор з інженерної підтримки і розвитку ДП НАЕК «Енергоатом».
- вересень 1997 — січень 1998 — головний виконавчий директор ДП НАЕК «Енергоатом».
- січень 1998 — березень 2000 — віце-президент, віце-президент — головний виконавчий директор ДП НАЕК «Енергоатом», Міністерство палива та енергетики України.
- березень 2000 — жовтень 2000 — заступник директора з якості управління Державного науково-технічного центру з ядерної та радіаційної безпеки, Міністерство охорони навколишнього природного середовища та ядерної безпеки України.
- жовтень 2000 — грудень 2003 — генеральний директор ТОВ «Інститут підтримки експлуатації АЕС».

- грудень 2003 — червень 2004 — виконавчий директор з капітального будівництва і пуску енергоблоку № 2 Хмельницької АЕС ДП НАЕК «Енергоатом», Міністерство палива та енергетики України.
- червень 2004 — грудень 2004 — генеральний директор ВП «Хмельницька АЕС» ДП НАЕК «Енергоатом».
- грудень 2004 — травень 2005 — тимчасовий виконувач обов'язків віце-президента з питань капітального будівництва ДП НАЕК «Енергоатом».
- травень 2005 — серпень 2005 — виконавчий директор з капітального будівництва ДП НАЕК «Енергоатом».
- серпень 2005 — січень 2007 — виконавчий директор з проектів та розвитку ДП НАЕК «Енергоатом».
- січень 2007 — серпень 2012 — генеральний директор ВП «Південно-Українська АЕС» ДП НАЕК «Енергоатом».
- серпень 2012 — червень 2013 — виконувач обов'язки президента ДП НАЕК «Енергоатом».

Коментуючи обрання Віссаріона Кіма до складу Ради керуючих Всесвітньої асоціації операторів АЕС (ВАО АЕС, WANO), голова ВАО АЕС Лоран Стрікер зазначив, що принципово важливо, щоб на чолі всіх операторів атомних електростанцій стояли люди, які детально розбираються в технічних питаннях. «Я дуже зацікавлений, щоб саме такі керівники входили і до складу Ради керуючих ВАО АЕС», — сказав голова Асоціації.

## Нагороди

### Ордена
- «За заслуги» III ступеня (2004) — за значний особистий внесок у зміцнення енергетичного потенціалу України, самовідданість та трудову перемогу, проявлені при спорудженні та введенні в експлуатацію енергоблоку № 2 Хмельницької АЕС;
- «За заслуги» II ступеня (2011) — за значний особистий внесок у розвиток незалежної Української держави, вагомі трудові досягнення, багаторічну сумлінну працю.

### Нагрудні знаки
- «Відмінник атомної енергетики» (1989) Міністерства атомної енергетики України;
- «Почесний працівник атомної енергетики» (2011) ДП НАЕК «Енергоатом».

### Почесні грамоти
Держкоматому (1996) і ДП НАЕК «Енергоатом» (2007) за високі показники в праці, вагомий внесок у розвиток атомної енергетики і промисловості України.